# Chuarrancho
Chuarrancho – miasto w południowej Gwatemali, w departamencie Gwatemala, leżące w odległości 38 km na północ od stolicy kraju, nad rzeką Río Motagua. Miasto jest siedzibą gminy o tej samej nazwie, która w 2012 roku liczyła 12 956 mieszkańców.